# Pauline Morel
Pauline Morel est une gymnaste française, née le 3 janvier 1992 à Chenôve.

## Biographie
Pauline Morel commence la gymnastique artistique en 1999 à l'âge de 7 ans. Elle débute à l'A.S.C de Chevigny (devenu ensuite Chevigny Gym) pour ensuite intégrer l'Alliance Dijon gym 21 et rejoindre le pôle espoir de Dijon.
Elle devient membre de l'équipe de France en 2007 et rejoint alors l'INSEP à Paris. Cette année-là, elle participe à la qualification de la France pour les Jeux olympiques de Pékin. 
En 2008, pour la première fois de l'histoire de la gymnastique française, elle monte avec l'équipe de France sur un podium européen par équipe. En août 2008, Pauline Morel participe aux JO à seulement 16 ans ; elle se classe 7e par équipe et 28e en individuel. Une double chute à la poutre la prive de finale sur cet agrès.
Durant la saison 2008-2009, comme l'INSEP est en rénovation, elle repart s'entrainer à Dijon.
Elle est triple médaillée aux Jeux méditerranéens de 2009. En septembre 2009, elle réintègre l'INSEP. Au Championnat du monde de 2009, elle se classe 15e en individuel et 12e aux barres asymétriques. Elle est ensuite 4e par équipes aux Championnats d’Europe de 2010. En 2010, elle obtient son Bac S et quitte son club de l'ADG21 pour intégrer le club de l’Élan gymnique rouennais.
En octobre 2010, Pauline Morel est sélectionnée pour les Championnats du monde ; elle termine 11e par équipe et 34e en individuel. En juin 2011, Pauline se classe 4e par équipe au Championnat de France et met à un terme à sa carrière sportive.
Après l'arrêt de sa carrière sportive, elle suit un BTS esthétique cosmétique par alternance.

## Palmarès

### Jeux olympiques
- Pékin 2008
  - 7e au concours général par équipes
  - 28e au concours général individuel

### Championnats du monde
- Stuttgart 2007
  - 6e au concours par équipes
  - 21e au concours général individuel

- Londres 2009
  - 15e au concours général individuel

- Rotterdam 2010
  - 34e au concours général individuel
  - 11e au concours par équipes

### Championnats d'Europe
- Clermont-Ferrand 2008
  -  médaille de bronze  au concours par équipes.
  - 4e à la poutre

- Birmingham 2010
  - 4e au concours par équipes

### Jeux méditerranéens
- Pescara 2009
  -  médaille d'or au concours par équipes
  -  médaille d'argent aux barres asymétriques
  -  médaille de bronze au concours général individuel